# Gregory Franchi
Gregory Franchi, né le 6 avril 1982 à Flémalle, est un pilote automobile belge engagé en Belcar Endurance Championship, en Championnat d'Europe FIA GT3 et en Blancpain Endurance Series.

## Biographie
Après des débuts en karting, il évolue dans divers championnats de monoplace Formule Ford, Formule Renault ou Formule 3 avant de s'engager en Grand Tourisme à partir de 2007. Les premiers titres sont obtenus avec l'écurie W Racing Team à partir de 2010.

## Palmarès
- Championnat de France de Formule Ford
  - Vice-Champion en 2001

- Belcar Endurance Championship
  - Champion en 2010
  - Vice-Champion en 2008

- 24 Heures de Spa
  - Vainqueur en 2011

- Blancpain Endurance Series
  - Champion en 2011